# Lady Byng-emlékkupa

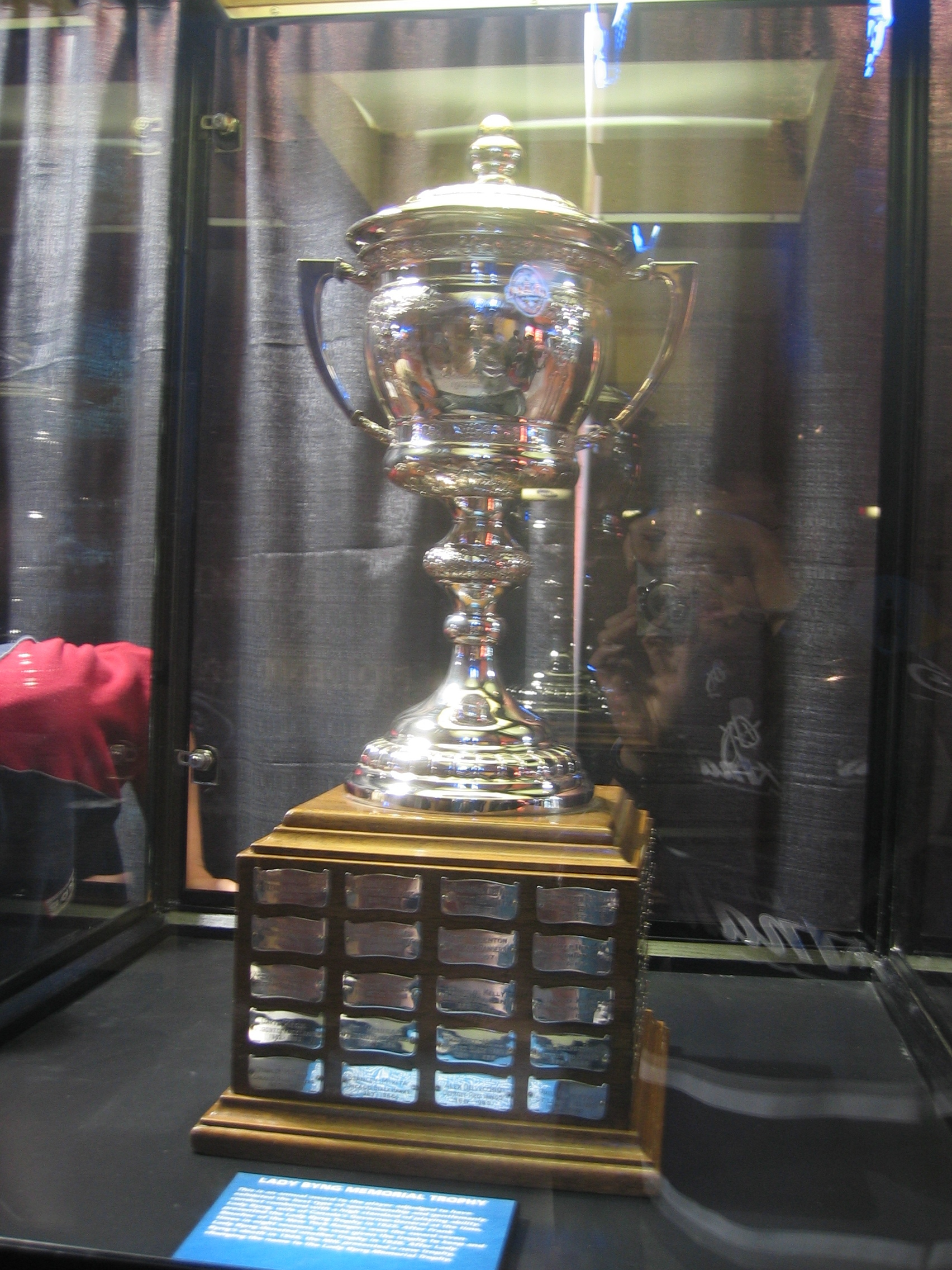
A Lady Byng-emlékkupa a Hírességek Csarnokában

A Lady Byng-emlékkupa egy egyéni trófea, melyet a National Hockey League-ben játszó jégkorongozók nyerhetnek meg. Azon játékos kapja a szezon végén, aki a szezon közben a legsportszerűbb játékos volt és ehhez nagyszerű egyéni teljesítmény párosul. A Professional Hockey Writers Association tagjai ítélik oda a díjat.

## Története
Marie Evelyn Moreton (Lady Byng) emlékére alapították a díjat. Ő Julian Byng vimy-i vikomt kanadai főkormányzó felesége volt. Imádták a hokit és nagyon ritkán hagyták ki az Ottawa Senators meccseit.
Az 1924–25-ös szezonban Lady Byng felajánlott egy trófeát Frank Nighbornek mely a legsportszerűbb játékosnak járna. Ő elfogadta és az NHL is.
Miután Frank Boucher a New York Rangers játékosa nyolc év alatt hétszer nyerte el a trófeát megtarthatta azt. Az 1935–36-os szezont követően új trófeát csináltak. Mikor Lady Byng 1949-ben elhunyt az NHL egy új trófeát csinált és a tiszteletére a nevét Lady Byng-emlékkupára változtatták.
Boucher mellett sok játékos nyerte el többször a kupát: Wayne Gretzky ötször, Red Kelly és Pavel Dacjuk négyszer, Ron Francis, Mike Bossy, Alex Delvecchio, Bobby Bauer és Martin St. Louis háromszor.
A Rangers játékosai összesen 15 alkalommal nyerték meg a kupát. Őket követi a Detroit Red Wings 12-vel, a Toronto Maple Leafs kilenccel, a Chicago Blackhawks nyolccal, a Boston Bruins héttel és a Los Angeles Kings öttel.

## A díjazottak
| Szezon    | Győztes                          | Csapat                           | #                                |                                  |
| --------- | -------------------------------- | -------------------------------- | -------------------------------- | -------------------------------- |
| 2024–2025 | Anže Kopitar                     | Los Angeles Kings                | 3                                |                                  |
| 2023–2024 | Jaccob Slavin                    | Carolina Hurricanes              | 2                                |                                  |
| 2022–2023 | Anže Kopitar                     | Los Angeles Kings                | 2                                |                                  |
| 2021–2022 | Kyle Connor                      | Winnipeg Jets                    | 1                                |                                  |
| 2020–2021 | Jaccob Slavin                    | Carolina Hurricanes              | 1                                |                                  |
| 2019–2020 | Nathan MacKinnon                 | Colorado Avalanche               | 1                                |                                  |
| 2018–2019 | Aleksandr Barkov                 | Florida Panthers                 | 1                                |                                  |
| 2017–2018 | William Karlsson                 | Vegas Golden Knights             | 1                                |                                  |
| 2016–2017 | Johnny Gaudreau                  | Calgary Flames                   | 1                                |                                  |
| 2015–2016 | Anže Kopitar                     | Los Angeles Kings                | 1                                |                                  |
| 2014–2015 | Jiři Hudler                      | Calgary Flames                   | 1                                |                                  |
| 2013–2014 | Ryan O'Reilly                    | Colorado Avalanche               | 1                                |                                  |
| 2012–2013 | Martin St. Louis                 | Tampa Bay Lightning              | 3                                |                                  |
| 2011–2012 | Brian Campbell                   | Florida Panthers                 | 1                                |                                  |
| 2010–2011 | Martin St. Louis                 | Tampa Bay Lightning              | 2                                |                                  |
| 2009–2010 | Martin St. Louis                 | Tampa Bay Lightning              | 1                                |                                  |
| 2008–2009 | Pavel Dacjuk                     | Detroit Red Wings                | 4                                |                                  |
| 2007–2008 | Pavel Dacjuk                     | Detroit Red Wings                | 3                                |                                  |
| 2006–2007 | Pavel Dacjuk                     | Detroit Red Wings                | 2                                |                                  |
| 2005–2006 | Pavel Dacjuk                     | Detroit Red Wings                | 1                                |                                  |
| 2004–2005 | A lockout miatt nem volt győztes | A lockout miatt nem volt győztes | A lockout miatt nem volt győztes | A lockout miatt nem volt győztes |
| 2003–2004 | Brad Richards                    | Tampa Bay Lightning              | 1                                |                                  |
| 2002–2003 | Alekszandr Mogilnij              | Toronto Maple Leafs              | 1                                |                                  |
| 2001–2002 | Ron Francis                      | Carolina Hurricanes              | 3                                |                                  |
| 2000–2001 | Joe Sakic                        | Colorado Avalanche               | 1                                |                                  |
| 1999–2000 | Pavol Demitra                    | St. Louis Blues                  | 1                                |                                  |
| 1998–1999 | Wayne Gretzky                    | New York Rangers                 | 5                                |                                  |
| 1997–1998 | Ron Francis                      | Pittsburgh Penguins              | 2                                |                                  |
| 1996–1997 | Paul Kariya                      | Mighty Ducks of Anaheim          | 2                                |                                  |
| 1995–1996 | Paul Kariya                      | Mighty Ducks of Anaheim          | 1                                |                                  |
| 1994–1995 | Ron Francis                      | Pittsburgh Penguins              | 1                                |                                  |
| 1993–1994 | Wayne Gretzky                    | Los Angeles Kings                | 4                                |                                  |
| 1992–1993 | Pierre Turgeon                   | New York Islanders               | 1                                |                                  |
| 1991–1992 | Wayne Gretzky                    | Los Angeles Kings                | 3                                |                                  |
| 1990–1991 | Wayne Gretzky                    | Los Angeles Kings                | 2                                |                                  |
| 1989–1990 | Brett Hull                       | St. Louis Blues                  | 1                                |                                  |
| 1988–1989 | Joe Mullen                       | Calgary Flames                   | 2                                |                                  |
| 1987–1988 | Mats Naslund                     | Montréal Canadiens               | 1                                |                                  |
| 1986–1987 | Joe Mullen                       | Calgary Flames                   | 1                                |                                  |
| 1985–1986 | Mike Bossy                       | New York Islanders               | 3                                |                                  |
| 1984–1985 | Jari Kurri                       | Edmonton Oilers                  | 1                                |                                  |
| 1983–1984 | Mike Bossy                       | New York Islanders               | 2                                |                                  |
| 1982–1983 | Mike Bossy                       | New York Islanders               | 1                                |                                  |
| 1981–1982 | Rick Middleton                   | Boston Bruins                    | 1                                |                                  |
| 1980–1981 | Rick Kehoe                       | Pittsburgh Penguins              | 1                                |                                  |
| 1979–1980 | Wayne Gretzky                    | Edmonton Oilers                  | 1                                |                                  |
| 1978–1979 | Bob MacMillan                    | Atlanta Flames                   | 1                                |                                  |
| 1977–1978 | Butch Goring                     | Los Angeles Kings                | 1                                |                                  |
| 1976–1977 | Marcel Dionne                    | Los Angeles Kings                | 2                                |                                  |
| 1975–1976 | Jean Ratelle                     | New York Rangers                 | 2                                |                                  |
| 1974–1975 | Marcel Dionne                    | Detroit Red Wings                | 1                                |                                  |
| 1973–1974 | John Bucyk                       | Boston Bruins                    | 2                                |                                  |
| 1972–1973 | Gilbert Perreault                | Buffalo Sabres                   | 1                                |                                  |
| 1971–1972 | Jean Ratelle                     | New York Rangers                 | 1                                |                                  |
| 1970–1971 | John Bucyk                       | Boston Bruins                    | 1                                |                                  |
| 1969–1970 | Phil Goyette                     | St. Louis Blues                  | 1                                |                                  |
| 1968–1969 | Alex Delvecchio                  | Detroit Red Wings                | 3                                |                                  |
| 1967–1968 | Stan Mikita                      | Chicago Black Hawks              | 2                                |                                  |
| 1966–1967 | Stan Mikita                      | Chicago Black Hawks              | 1                                |                                  |
| 1965–1966 | Alex Delvecchio                  | Detroit Red Wings                | 2                                |                                  |
| 1964–1965 | Bobby Hull                       | Chicago Black Hawks              | 1                                |                                  |
| 1963–1964 | Kenny Wharram                    | Chicago Black Hawks              | 1                                |                                  |
| 1962–1963 | Dave Keon                        | Toronto Maple Leafs              | 2                                |                                  |
| 1961–1962 | Dave Keon                        | Toronto Maple Leafs              | 1                                |                                  |
| 1960–1961 | Red Kelly                        | Toronto Maple Leafs              | 4                                |                                  |
| 1959–1960 | Don McKenney                     | Boston Bruins                    | 1                                |                                  |
| 1958–1959 | Alex Delvecchio                  | Detroit Red Wings                | 1                                |                                  |
| 1957–1958 | Camille Henry                    | New York Rangers                 | 1                                |                                  |
| 1956–1957 | Andy Hebenton                    | New York Rangers                 | 1                                |                                  |
| 1955–1956 | Earl Reibel                      | Detroit Red Wings                | 1                                |                                  |
| 1954–1955 | Sid Smith                        | Toronto Maple Leafs              | 2                                |                                  |
| 1953–1954 | Red Kelly                        | Detroit Red Wings                | 3                                |                                  |
| 1952–1953 | Red Kelly                        | Detroit Red Wings                | 2                                |                                  |
| 1951–1952 | Sid Smith                        | Toronto Maple Leafs              | 1                                |                                  |
| 1950–1951 | Red Kelly                        | Detroit Red Wings                | 1                                |                                  |
| 1949–1950 | Edgar Laprade                    | New York Rangers                 | 1                                |                                  |
| 1948–1949 | Bill Quackenbush                 | Detroit Red Wings                | 1                                |                                  |
| 1947–1948 | Bud O'Connor                     | New York Rangers                 | 1                                |                                  |
| 1946–1947 | Bobby Bauer                      | Boston Bruins                    | 3                                |                                  |
| 1945–1946 | Toe Blake                        | Montréal Canadiens               | 1                                |                                  |
| 1944–1945 | Bill Mosienko                    | Chicago Black Hawks              | 1                                |                                  |
| 1943–1944 | Clint Smith                      | Chicago Black Hawks              | 2                                |                                  |
| 1942–1943 | Max Bentley                      | Chicago Black Hawks              | 1                                |                                  |
| 1941–1942 | Syl Apps                         | Toronto Maple Leafs              | 1                                |                                  |
| 1940–1941 | Bobby Bauer                      | Boston Bruins                    | 2                                |                                  |
| 1939–1940 | Bobby Bauer                      | Boston Bruins                    | 1                                |                                  |
| 1938–1939 | Clint Smith                      | New York Rangers                 | 1                                |                                  |
| 1937–1938 | Gordie Drillon                   | Toronto Maple Leafs              | 1                                |                                  |
| 1936–1937 | Marty Barry                      | Detroit Red Wings                | 1                                |                                  |
| 1935–1936 | Elwyn Romnes                     | Chicago Black Hawks              | 1                                |                                  |
| 1934–1935 | Frank Boucher                    | New York Rangers                 | 7                                |                                  |
| 1933–1934 | Frank Boucher                    | New York Rangers                 | 6                                |                                  |
| 1932–1933 | Frank Boucher                    | New York Rangers                 | 5                                |                                  |
| 1931–1932 | Joe Primeau                      | Toronto Maple Leafs              | 1                                |                                  |
| 1930–1931 | Frank Boucher                    | New York Rangers                 | 4                                |                                  |
| 1929–1930 | Frank Boucher                    | New York Rangers                 | 3                                |                                  |
| 1928–1929 | Frank Boucher                    | New York Rangers                 | 2                                |                                  |
| 1927–1928 | Frank Boucher                    | New York Rangers                 | 1                                |                                  |
| 1926–1927 | Billy Burch                      | New York Americans               | 1                                |                                  |
| 1925–1926 | Frank Nighbor                    | Ottawa Senators                  | 2                                |                                  |
| 1924–1925 | Frank Nighbor                    | Ottawa Senators                  | 1                                |                                  |